# Bernd Kollmann (Fotojournalist)
Bernd Kollmann (* 19. November 1946 in Bonn; † 12. März 2017 in Köln) war ein Fotojournalist in Köln, der als Cheffotograf bei der Boulevard-Zeitung Express in den 1970er- und 1980er-Jahren mit seinen Fotos die Stadtgeschichte im Hinblick auf Prominenz, Politik, Sport, Wirtschaft und Gesellschaft dokumentierte. 1971 erhielt er zusammen mit Ernst Geis den Wächterpreis der Deutschen Tagespresse. Es war das erste Mal, dass eine Boulevard-Geschichte mit diesem Preis ausgezeichnet wurde.
1977 erfand er den Express-Aprilscherz auf Basis einer Fotomontage mit einem Eisbär-Tiger-Nachwuchs im Kölner Zoo. Das Bild zeigt eine Montage per Hand mit einem Eisbären, der angeblich ein Tigerbaby zur Welt gebracht hatte. Das Bild war der erste auf der Titelseite veröffentlichte Aprilscherz des Express. Er war der einzige zugelassene Fotograf auf dem Balkon bei der Siegesfeier vom 1. FC Köln beim Gewinn von Pokal und Meisterschaft im Jahr 1978. Seine Siegerfotos mit Heinz Flohe und Hennes Weisweiler sowie mit Hannes Löhr und Toni Schumacher hängen heute noch im Rhein-Energie-Stadion und im Geißbockheim. Er gab zudem Pierre Littbarski eine Kamera mit, damit der während der WM 1990 in Rom für ihn Bilder erstmals aus der Kabine machen konnte.
Nach seiner Tätigkeit beim Kölner Express wechselte er in den Freizeitpark Phantasialand und baute hier die Fotogeschäfte an der Wildwasserbahn und in der Westernstadt auf. In vier Jahren machte es rund 1,6 Millionen Mal "klick" für jedes Boot, das an seiner Kamera vorbeikam. In diesem Zuge erfand er auch erstmals die Lichtschranken-Fotografie. Im Ergebnis waren fünf Millionen Menschen dann auf den Fotos und den zugehörigen 60 Kilometern Kleinbild-Farbfilm zu sehen.
Danach war er Fotojournalist für Die Welt und viele andere Tageszeitungen. Seine Fotos zu prominenten Personen der Zeitgeschichte sind in vielen Magazinen (Stern, Bunte usw.) abgedruckt worden.
Er starb 2017 an Lungenkrebs.

## Artikel/Quellen
- EXPRESS-Legende: Der Mann, der (fast) jeden Rheinländer fotografierte; von Philipp J. Meckert, 17.02.17
- Kölns Fotografen-Legende Bernd Kollmann (†70): Sein letzter Brief, seine letzte Ruhe; von Philipp J. Meckert, 15.03.17
- EXPRESS-Legende gestorben: Fotograf Bernd Kollmann (†70) erlag einem Krebsleiden; von Inge Wozelka, 12.03.17
- Tod von Kölner Starreporter Bernd Kollmann „Er wusste immer, was eine gute Story ist“; von Uli Kreikebaum, 12.03.17